# Cacopsylla striata
Cacopsylla striata är en insektsart som först beskrevs av Patch 1911.  Cacopsylla striata ingår i släktet Cacopsylla och familjen rundbladloppor. Inga underarter finns listade i Catalogue of Life.